# Jos Cleber
Jozef (Jos) Cleber (Maastricht, 2 juni 1916 - Hilversum, 21 mei 1999) was een Nederlands trombonist, violist, dirigent, componist, arrangeur en programmamaker. Hij speelde als trombonist in verschillende symfonische orkesten en was dirigent van het Cosmopolitain Orkest van de AVRO en bij Phonogram. Hij orkestreerde het Indonesische volkslied en was componist van allerlei werken, waaronder De postkoets in 1957. Van 1968 tot 1981 maakte hij voor de AVRO het programma Jonge mensen op weg naar het concertpodium.

## Biografie

### Jonge jaren en studie
Cleber (uitspraak Klebèr) groeide op als jongste van acht kinderen. Zijn vader was organist en dirigent van het koor Cappella Sancti Servatii van de Sint-Servaasbasiliek in Maastricht en gaf hem de eerste muzieklessen.
Na de middelbare school ging hij naar het Stedelijk Muzieklyceum in zijn geboorteplaats, waar hij viool en piano leerde spelen. Als vijftienjarige kocht hij zich in om als altviolist te spelen voor het Maastrichts Stedelijk Orkest.
Hij raakte gefascineerd door de jazz en de muziek van Duke Ellington en besloot daarom zijn studie op saxofoon en klarinet te vervolgen aan het Koninklijk Conservatorium Luik. Hier kreeg hij echter het advies om trombone te studeren omdat hij daar de typische lippen voor had.

### Loopbaan als trombonist
Hij vervulde zijn dienstplicht korte tijd in Den Haag en mocht deze vervroegd verlaten toen hij deel kon nemen aan het jazzorkest van Paul Godwin. Tijdens een optreden met Godwin in 1936 in Zwitserland kreeg hij een aanstelling aangeboden in het Tonhalle Orchester Zürich. Voor dit symfonische orkest bleef hij spelen, totdat de dreiging van de Tweede Wereldoorlog hem in 1939 te groot werd en besloot terug te keren. Terug in Nederland ging hij aan de slag als violist en trombonist voor het orkest onder leiding van Max Tak in het Amsterdamse Tuschinski-theater.
Via Tak kwam hij in aanraking met de AVRO en werd hij vanaf mei 1940 trombonist bij het amusementsorkest van de omroep dat onder leiding stond van Elzard Kuhlman. Een jaar later ging dit orkest op in het Groot Amusementsorkest van de door de nazi's ingestelde Nederlandsche Omroep en in 1942 werd hij op basis van een verplicht lidmaatschap van de Nederlandsche Kultuurkamer trombonist bij het Concertgebouworkest. In deze jaren studeerde hij verder door aan het Muzieklyceum in Amsterdam in directie, harmonie en contrapunt en kreeg hier les van Kees van Baaren.
Na een ontmoeting met Theo Uden Masman in mei 1945 werd hij korte tijd trombonist voor zijn dansorkest De Ramblers, tot hij op verzoek van dirigent Dolf van der Linden vanaf 1945 trombonist en arrangeur werd van het nieuw opgezette Metropole Orkest. Hij bleef tot mei 1948 aan dit orkest verbonden en stond ernaast aan het hoofd van Selecta, een eigen ensemble dat uit twaalf muzikanten bestond. Voor Van der Linden deed hij verder mee aan enkele studioformaties.

### Orkestleider
Vervolgens ging hij in juni 1948 aan de slag voor Radio Batavia in Nederlands-Indië om het Cosmopolitain Orkest samen te stellen.
Terug in Nederland, het was begin jaren vijftig, kreeg hij samen met Gerard van Krevelen de directie in handen van het theaterorkest van de AVRO. Verder formeerde hij in 1952 het allround amusementsorkest De Zaaiers voor deze omroep, dat een jaar later samen met enkele strijkers ook deel uit ging maken van het opnieuw geformeerde Cosmopolitain Orkest. Samen met onder meer Willy Alberti, Johnny Jordaan, Mieke Telkamp en Harry Mooten won het orkest in 1957 de Gouden Gondel in Venetië. Hij was tevens arrangeur, voor zowel zijn eigen orkest als het Promenade Orkest en het Metropole Orkest.
Daarnaast was hij in de jaren vijftig en begin jaren zestig de vaste dirigent voor de platenmaatschappij Phonogram. Hij maakte hier onder meer opnames voor Conny Stuart, Corry Brokken, Mieke Telkamp, Jules de Corte en Willy Alberti.

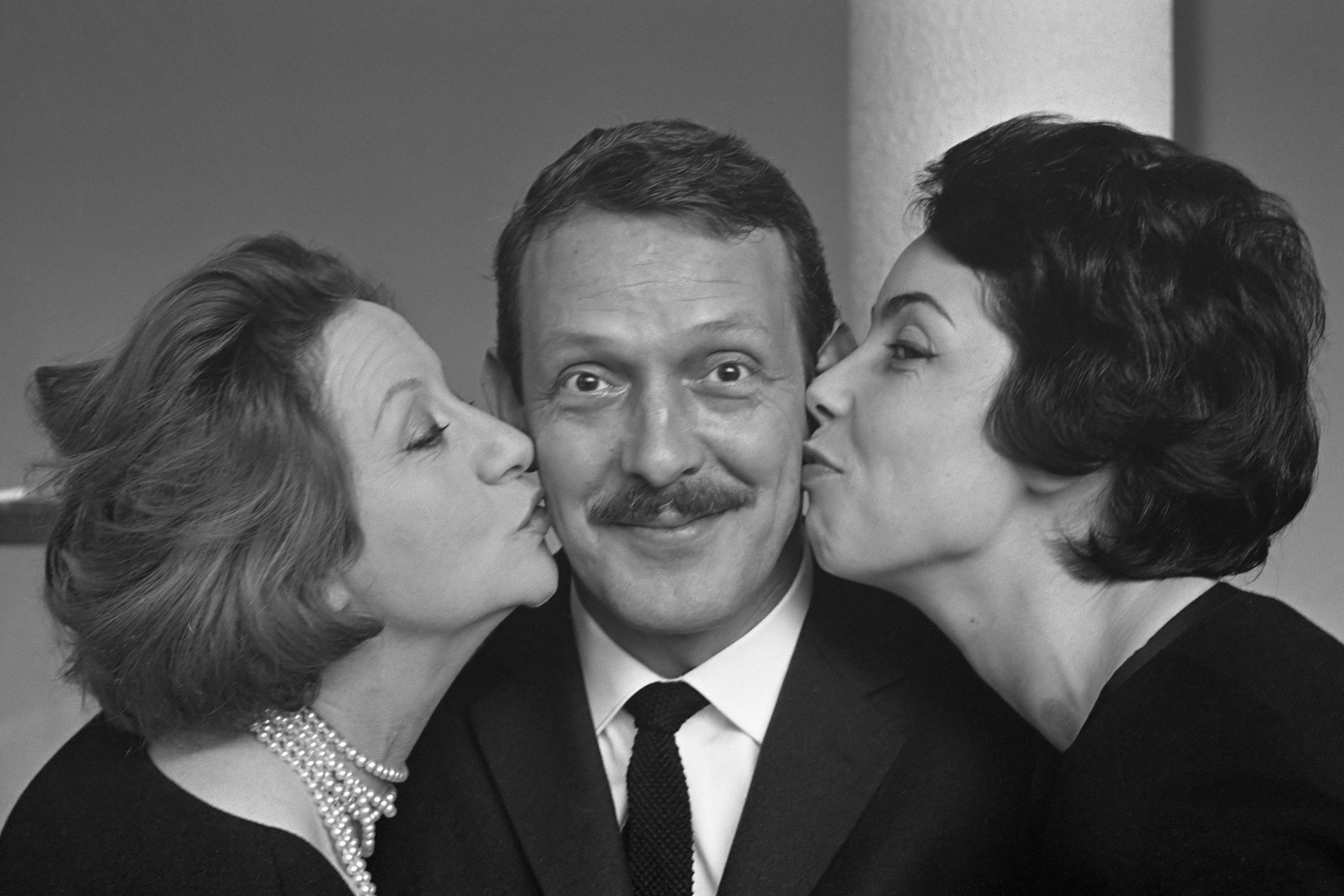
Afscheidszoenen van Conny Stuart en Corry Brokken voor Cleber in 1962, voordat hij voor een tweejarig verblijf afreist naar Zuid-Afrika

Tussen 1962 en 1964 verbleef hij in Zuid-Afrika waar hij een vergeefse poging deed om in Johannesburg een nieuw orkest op te zetten. Daarna leidde hij opnieuw De Zaaiers en het Cosmopolitain Orkest. Vanwege bezuinigingen door de AVRO werden beide orkesten in 1966 opgeheven.

### Componist
Nog in Indonesië, in december 1949, kreeg hij bij de soevereiniteitsoverdracht aan het land - als geschenk van de Nederlandse aan de Indonesische regering - de opdracht om de symfonische orkestratie te leveren voor het Indonesische volkslied, Indonesia Raya. Het door Wage Rudolf Soepratman in 1924 geschreven lied kende op dat moment slechts een eenvoudige compositie voor piano. Begin 21e eeuw wordt dit volkslied nog steeds in zijn toonzetting uitgevoerd. In 1950 componeerde hij in opdracht van president Soekarno nog het lied Djaja Widjaja, dat hij baseerde op oude volksliedjes.
Voor De Zaaiers componeerde hij in 1957 onder meer de muziek van De postkoets die dienst zou doen als herkenningsmelodie van een radioprogramma. Dit nummer nam hij een jaar later met een tekst van Ferry van Delden opnieuw op onder uitvoering van de Selvera's. Het nummer bleef drie jaar lang in de hitparades staan tot er in 1960 bij elkaar 200.000 exemplaren van waren verkocht; hiermee was het goed voor platina. Deze opname met onder meer zweepslagen, hoefgetrappel en een hoorn in het arrangement leverde hem het ereburgerschap op van Anchorage, de hoofdstad Alaska. In 1983 leidde de Engelstalige versie van het nummer, La diligence, tot de comeback van de Volendamse band The Cats.
Cleber componeerde meer werk en schreef daarnaast filmmuziek, zoals voor Jenny (1958), de eerste Nederlandse film die in kleur verscheen. Verder componeerde hij muziek voor radio en televisie.

### Programmamaker
Na de opheffing van de twee orkesten bij de AVRO bleef hij van belang in de muziekwereld voor de ontwikkeling van nieuw talent. Sinds 1966 was hij eerst twee jaar lang muziekadviseur voor de omroep en werd hij vervolgens vanaf 1968 tot zijn pensioen in 1981 producent van het programma Jonge mensen op weg naar het concertpodium.

### Privé
Op 8 februari 1939 trouwde hij met Elisa Magdelijns (1917–2007) en kregen samen één dochter. Hun echtscheiding werd uitgesproken op 25 september 1951.